# Kotlovitá koruna
Kotlovitá koruna (dutá koruna) je koruna ovocných dřevin, v níž chybí terminál. Základem jsou postranní 3-4 (4-6) kosterní větve. Terminál chybí. Kmínek u kotlovité koruny bývá 40-60 cm dlouhý. Z hlediska pevnosti koruny je výhodnější, když vedlejší větve neraší z jednoho místa, ale je mezi nimi odstup 15-20 cm. Ve školce jsou výhony vybrané pro základ budoucí koruny řezány nakrátko – asi na dva až čtyři pupeny. Řez je proveden nad vnějším pupenem. 
Používá se zejména u broskví a meruněk. Výhodou je zabezpečení dobrého osvětlení prosvětlení všech částí koruny, omezení výskytu houbových chorob a zlepšení vyzrávání plodů. Nevýhodou je riziko rozlomení koruny a špatné nahrazování kosterních větví po jejich odstranění. 
U tohoto tvaru koruny je vhodný pravidelný řez, při němž jsou odstraněny zahušťující výhony. Na kosterních větvích jsou zkracovány rodivé jednoleté výhony o polovinu až o dvě třetiny celkové délky. Výhony jsou řezány obvykle na vnější pupen, aby nedocházelo k zahušťování. Jistým kompromisem mezi výhodami a zápory kotlovité a pyramidální koruny je oeschberská koruna.